# Тречак
Тречак (на сръбски: Трећак или Trećak) е село в Сърбия, Топлишки окръг, община Куршумлия. Според Националната статистическа служба на Република Сърбия през 2011 г. селото има 48 жители.

## Демография
Броят на населението в годините 1948 – 2011 е както следва: